# Spheroid-Körper-Myopathie
Die Spheroid-Körper-Myopathie (engl. spheroid body myopathy) ist eine sehr seltene, erbliche Muskelerkrankung, die zur Gruppe der myofibrillären Myopathien gehört. Die Erkrankung wird durch eine „missense“-Mutation im MYOT-Gen verursacht und autosomal-rezessiv vererbt. MYOT kodiert für das Protein Myotilin. Manifestationsalter und Krankheitsbild sind sehr variabel, auch innerhalb betroffener Familien.
Die Spheroid-Körper-Myopathie wird unter anderem von zwei anderen Myotilinopathien (Myofibrilläre Myopathie 3, Gliedergürteldystrophie 1A) abgegrenzt.

## Krankheitsbild
Die Spheroid-Körper-Myopathie ist gekennzeichnet durch eine langsam fortschreitende symmetrische Muskelschwäche im Bereich des Becken- und Schultergürtels. Häufig sind aber auch distale Muskeln involviert. Darüber hinaus wurden Sprechstörungen (Dysarthrie) und Ateminsuffizienz beschrieben.

## Diagnostik
Die Kreatinkinase im Blutserum ist meist normal. Elektromyographisch können unspezifische myopathische Veränderungen nachgewiesen werden. Typisch sind die histologischen Veränderungen des Muskelgewebes, das durch eine Muskelbiopsie gewonnen wird. Unterhalb der Zellmembran des Muskelzellen (subsarkolemmal) können Einschlüsse nachgewiesen werden, die in der PAS-Färbung nicht reagieren. Sie enthalten eosinophiles Material, Desmin und Ubiquitin.